# Робърт Фултън
Робърт Фултън (на английски: Robert Fulton) е американски инженер и изобретател, на когото се приписва разработката на първия комерсиално успешен параход.
През 1807 г. параходът му „Норт Ривър Стиймбоут“ (по-късно наречен „Клермонт“) плава по река Хъдсън с пътници от Ню Йорк до Олбани и обратно, изминавайки 480 km за 62 часа. Успехът на парахода му завинаги променя речния транспорт и търговията по големите американски реки.
През 1800 г. Наполеон Бонапарт възлага на Фултън да се опита да проектира подводница. Така се ражда „Наутилус“ – първата подводница в света. Освен това, на Фултън се приписват едни от първите военноморски торпеда, които се използват от Кралските ВМС.
Фултън развива интерес към парните машини и идеята за параходи през 1777 г., когато е на 12-годишна възраст.

## Ранен живот
Робърт Фултън е роден на 14 ноември 1765 г. във фермерска къща в окръг Ланкастър, Провинция Пенсилвания. Семейството е сравнително заможно. Има три сестри и един брат.
Шест години живее във Филаделфия, където рисува портрети, пейзажи, къщи и машини. Успява да изпраща пари у дома на майка си. През 1785 г. купува ферма в окръг Вашингтон близо до Питсбърг, където се премества да живее цялото семейство.

## Кариера

### Работа в Европа (1786 – 1806)
На 23-годишна възраст Фултън заминава за Европа, където живее през следващите двайсет години. Пристига в Англия през 1786 г. Там той отсяда при Бенджамин Уест, който е близък приятел на баща му. Там Фултън живее няколко години и се учи да рисува. По това време получава поръчки да рисува портрети и пейзажи, които му позволяват да се издържа. Междувременно експериментира с машинни изобретения.
Фултън е грабнат от ентусиазма покрай „Каналоманията“ във Великобритания. През 1793 г. започва да разработва идеите си за канали за буксирни лодки с наклонени плоскости вместо с шлюзове. Той патентова тази си идея през 1794 г. и започва да работи по идеи за задвижването на лодки с пара. Публуква памфлет относно каналите и патентова машина за драгиране, както и още няколко изобретения. През 1794 г. се премества в Манчестър, за да придобие практически знания относно английското канално инженерство. Там той се сприятелява с Робърт Оуен – производител на памук и ранен социалист. Оуен се съгласява да финансира разработката и популяризирането на дизайните на Фултън за наклонени плоскости и машини за драгиране. Именно той въвежда американеца в канална компания, където получава договор за подизпълнител. Все пак, Фултън не се справя добре на практика и се отказва от договора след известно време.
Още през 1793 г. Фултън предлага планове за плавателни съдове, задвижвани от пара, както на американското правителството, така и на британското. Всъщност, първите параходи са се появили доста по-рано. Първият кораб, при който двигател задвижва гребла, е построен от Клод дьо Жуфроа във Франция. Той е наречен „Палмипед“ и е изпробван в река Ду през 1776 г. През 1783 г. Жуфроа построява „Фироскаф“, който плава успешно на река Сона. Първото успешно плаване на параход в Америка е дело на Джон Фич по река Делауеър на 22 август 1787 г. Уилям Саймингтън също успешно тества параход през 1788 г. и най-вероятно Фултън е знаел за тези разработки.
Във Великобритания, Фултън среща херцогът на Бриджуотър, Франсис Егертън, чиито канал (първият в страната) се използва за експерименти с парни влекачи. Фултън работи при него в периода 1796 – 1799 г. В единия от дворовете на херцога Фултън построява лодка, която по-късно е кръстена „Бонапарт“ в чест на Наполеон. След продължителни изпитания, поради конфигурацията на дизайна, екипът започва да се опасява, че греблата може да увредят глинената подплата на канала и накрая решават да изоставят експеримента.
През 1797 г. Фултън заминава за Париж, където вече е известен изобретател. Изучава френски и немски заедно с математика и химия. Там той се запознава с Джеймс Ръмси – изобретател от Вирджиния с интереси в областта на параходите, който през 1786 г. пуска в действия първата си парна лодка по река Потомак. Във Франция, Фултън проектира първата подводница, задвижвана с човешка сила – „Наутилус“ между 1793 и 1797 г. Прави опити и с торпеда. По време на изпитанието, подводницата му плава в продължение на 17 минути на дълбочина 7,6 метра. Помолва правителството да субсидира строителството ѝ, но молбата му е отхвърлена два пъти. Накрая, той влиза в контакт с морския министър и през 1800 г. му е разрешено да я построи. Тя е завършена в корабостроителницата на Руан и осъществява първото си плаване през юли 1800 г. по река Сена в същия град.
Пак във Франция, Фултън среща Робърт Ливингстън, който е назначен за посланик на САЩ във Франция през 1801 г. Той също е любопитен и двамата мъже решават да си сътрудничат по строителството на параход, който да плава по Сена. Фултън експериментира с водното съпротивление срещу различни форми на корпуса, прави чертежи и модели и построява параход. При първия опит той се справя отлично, но корпусът по-късно е подсилен. На 9 август 1803 г., докато параходът плава по Сена, той потъва. Дълъг е 20 m и се движи с 4,8 – 6,4 km/h срещу течението.
През 1804 г. Фултън се премества отново във Великобритания, където министър-председателят Уилям Пит-младши му възлага построяването на редица оръжия, които да се използват от Кралските ВМС в случай на агресия от страна на Наполеон. По това време Фултън изобретява първите модерни военноморски торпеда. Те са тествани заедно с още няколко негови изобретения в рейд срещу Булон сюр Мер през октомври 1804 г., но се оказват неособено успешни. Макар Фултън да продължава с разработките си за британците до 1806 г., решителната военноморска победа на адмирал Хорацио Нелсън в битката при Трафалгар значително намалява риска от френско нахлуване. В резултат на това, на Фултън са възлагани все по-малко проекти.

### Работа в САЩ (1806 – 1815)
През 1806 г. Фултън се завръща в САЩ. На следващата година заедно с Робърт Ливингстън построяват първия комерсиално успешен параход – „Норт Ривър Стиймбоут“ (на английски: North River Steamboat). Корабната компания на Ливингстън започва да го използва за превоз на пътници от Ню Йорк нагоре по течението на река Хъдсън до столицата на щата, Олбани. Той осъществява 240-километровото пътуване за 32 часа. По-късно параходът е преименуван на „Клермонт“ (на английски: Clermont).
От 1811 г. до смъртта си Фултън е член на комисията за канала Ери, назначен от губернатора на Ню Йорк. Последният дизайн на Фултън е плаващата батарея „Демологос“ – първият военен параход в света. Той е построен за американските ВМС за Британско-американската война. Този тежък плавателен съд е завършен едва след смъртта на Фултън, поради което впоследствие е прекръстен на „Фултън“ в негова чест.
От октомври 1811 г. до януари 1812 г. Фултън работи с Ливингсън и Николас Рузвелт по съвместен проект за построяването на нов параход – „Ню Орлиънс“. Той трябва да е достатъчно издръжлив, за да плава по реките Охайо и Мисисипи до Ню Орлиънс, Луизиана, тръгвайки от Питсбърг, Пенсилвания. Това се случва по-малко от десетилетие след като САЩ са придобили Луизиана от Франция, поради което речната система в тази територия не е добре изучена, картографирана и обезопасена. Осъществявайки това пътуване, Фултън доказва способността на параходите да плава срещу мощни течения, като по този начин променя цялата търговия и транспорта в сърцевината на САЩ.

## Личен живот
На 8 януари 1808 г. Фултън се жени за Хариет Ливингстън (1786 – 1824) – племенница на Робърт Ливингстън. Тя е с 19 години по-малка от него, но е добре образована и успешна художничка и музикантка. Двамата имат четири деца.
Фултън умира през 1815 г. в Ню Йорк от туберкулоза. Докато се прибира към вкъщи по замръзналата река Хъдсън, негов приятел пада през леда в реката. В опит да го спаси, Фултън подгизва с ледена вода. Впоследствие е диагностициран с туберкулоза и умира на 49-годишна възраст. Погребан е в днешен Манхатън.